# Ber aus Bolechow
Ber aus Bolechow (auch Ber Birkenthal; * 1723, wahrscheinlich Bolechow, Woiwodschaft Ruthenien, Polen-Litauen; † 1805) war ein jüdischer Schriftsteller und Kaufmann.

## Leben
Ber wurde als Sohn eines jüdischen Weinhändlers geboren und lernte früh Polnisch, Latein, Deutsch und Französisch. Er heiratete in jungen Jahren und handelte zunächst mit lokalen Produkten wie Fisch, Wolle und Gewürzen, stieg dann aber wie sein Vater in den Weinhandel ein – eine Tätigkeit, die ihn regelmäßig in die Weinanbaugebiete Ungarns brachte. Er stand durch diese Geschäfte in regem Kontakt mit armenischen, griechischen, französischen und deutschen Weinhändlern sowie mit polnischen Adeligen und Behörden. Zudem war er als Schtadlan (sprach- und rechtskundiger Fürsprecher der jüdischen Gemeinde bei der nichtjüdischen Außenwelt) tätig.

## Werke
In den nichtjüdischen Schriften vielseitig belesen, betätigte er sich auch als Autor in hebräischer Sprache. Sein Werk Divre Binah (Worte der Weisheit, entstanden 1780–1800) behandelt die Geschichte verschiedener Strömungen im Judentum, seine zwischen 1790 und 1800 verfassten Erinnerungen (Sichronot) handeln von seinen geschäftlichen Tätigkeiten und seinen Aufgaben als Schtadlan. Die Werke sind kulturgeschichtlich bedeutsam, da er in ihnen traditionelles jüdisches Wissen mit einer breiten Allgemeinbildung verband, bevor die jüdische Aufklärung (Haskala) Osteuropa erreichte.